# Boest
 Der er for få eller ingen kildehenvisninger i denne artikel, hvilket er et problem. Du kan hjælpe ved at angive troværdige kilder til de påstande, som fremføres i artiklen.

Boest er en landsby nordøst for Nørre Snede i Ikast-Brande Kommune  i Midtjylland. Igennem landsbyen løber sekundærrute 453 fra Nørre Snede mod Silkeborg. I området omkring Boest findes adskillige gravhøje. Blandt andet de 8 gravehøje i Boest Krat, Boest Krat højene. Boest er kendt for fundet at fem bronzeøkser og to armringe og en fingerring af guld i en mose ved fra tiden mellem bondestenalder og bronzealder. Landsbyen har eget forsamlingshus og indbyggerne har adgang til fibernet.

## Historie
Landsbyens opståen fortaber sig i en dunkel fortid. Der er  gennem  mange forhistoriske minder vidnesbyrd om, at her har levet mennesker helt tilbage i stenalderen.
Landsbyen kendes i dag under navnet Boest. Hvordan vore tidligere forfædre har udtalt navnet vides af gode grunde ikke, men vi kan se i den skriftlige omtale at stavemåden har været skiftende gennem tiderne.
I 1500-tallet var stavemåden Borst. I 1700-tallet skrev man Baasted. Senere blev det til Boast. Men fra midten af 1800-tallet har man anvendt stavemåden Boest.
Man kan så fundere over, om den skiftende stavemåde har været relateret til udtalen af landsbyens navn til de forskellige tider. Når man ser på den oprindelige stavemåde fra 1500-tallet, kan det lede tanken i mindst to retninger med hensyn til navnets betydning.
En mulighed er, at der er tale om det tyske ord Borste i betydningen svinebørste/stive hår. En anden mulighed er Borst – navnet på en blomst af kurvblomst-familien med gule blomster, som er meget almindelig på marker og ved veje. Begge muligheder kan måske være lige gode, men når man tager naturen i betragtning, er den første betydning nok den mest sandsynlige, idet landskabet udenfor bymarken overvejende har henligget i hede.
Efter reformationen i 1536 kom Boestgårdene under kronen, dvs. under Skanderborg len.
I 1586 ved vi at en del af Boest skov ligeledes hørte under kronen, men en anden del var selvejerskov og betegnedes i samtiden som “Borst Bundeschoff”.
Et blik i Modelbogen fra tiden 1683 – 88 viser at landsbyen dengang bestod af 4 ejerfor-hold.
- Det første ejerforhold var gården Godthåb, hvor Christen Christensen, residerede som “sielfeyer” på sin enestegård.
- Ejerforhold nr. 2 bestod af 4 fæstegårde, som var ejet af Claus Lime. Formodentlig var han identisk med den samtidige toldskriver Claus Lihme i Helsingør. Netop disse 4 gårde blev i 1700-tallets midte overtaget af Jens Schønning på Aritskov-gård. Jens Schønning var søn af Peder Simonsen Schønning, som i 1733 overtog Nørre Snede Kro.
- Ejerforhold nr. 3 var dengang ejet af Friderich Ulfeld.
- Endelig var der Toftegård, som var ejet af Raben Brahe.

Landsbyen har således allerede i slutningen af 1600-tallet bestået af 6 gårde, der som tidligere nævnt var krongods. Men da Christian 4. havde brug for penge bl.a. til sin krigsførelse, måtte han på lånemarkedet. Som pant for sine lån bl.a. hos tolderen, Claus Lihme i Helsingør, har han gjort brug af Boestgårdene.

## Landsbyen
Boest Bye, det senere Boest ejerlav, bestod i tiden omkring stavnsbåndets ophævelse af i alt 10 husstande foruden gården Godthåb, hvoraf de 6 var fæstegårde. Dvs. egentlig var der 7, da Nedergård var en tvillinggård, hvor brødrene Jens og Niels Madsen sad som fæstere.
De øvrige 3 husstande var husmænd, hvoraf kun den ene kunne ernære familien af husmandsstedet. De 2 andre “gik i dagleje”. Det samlede skattegrundlag ved indgangen til det 19. årh. var fastsat til et hartkorn på 18 tdr. 6 skp. 3 fjk. 1 alb. Denne jord var fordelt mellem gårdene så de var næsten identiske i størrelse. Dog ser det ud som om der oprindelig kun har været 5 gårde:
Nedergård (tvillinggård)af hartkorn 5 tdr. 1 skp. 2 fjk. 1 alb.
Overgård af hartkorn 2 tdr. 6 skp. 1 fjk.
En gård bestående af Bankgård og Nørregård af hartkorn 5 tdr. 4 skp. 2 fjk.
Søndergård af hartkorn 2 tdr. 6 skp. 1 fjk.og Toftegård af hartkorn 2 tdr. 4 skp. 1 fjk.
Boest har som mange andre landsbyer i samtiden været ejet af forskellige pengestærke personer. For manges vedkommende var der tale om, at de var underlagt en af landets mange herregårde, men dette var ikke tilfældet for Boests vedkommende, her var der tale om, at gårdene op mod slutningen af perioden var ejet af lokale pengestærke personer – først og fremmest Jens Schiønning, som foruden de fleste af Boestgårdene ejede Aritskov og Ansøgård.
Den eneste af fæstegårdene i Boest, som ikke var ejet af Jens Schønning, var Toftegård. Dens ejer var Rådmand Kruse i Horsens.
I slutningen af 1780-erne var landbruget i Boest underlagt landsbyfællesskabet, samtidig med at bønderne var fæstebønder, som i alle andre landsbyer, hvilket betød, at al jord var fordelt mellem gårdene efter bonitet.
Denne fordeling betød, at landsbyjordene blev opdelt i vange, som var den største enhed. Hver vang var dernæst opdelt i åse, som igen var opdelt i agre.
Afgørende for inddelingen af vangen i åse var jordens bonitet, hver gård skulle have del i de forskellige jordbundstyper. Derefter blev åsene inddelt i agre efter antallet af gårde i landsbyen. Den enkelte ager havde størrelse efter gården.
Den almindelige dyrkningsmetode i datiden var trevangsdriften. Hvilket betyder, at de to vange lå brak, mens den tredje blev dyrket. Agrene i de enkelte åse var lange og smalle.
De var pløjet sammen på midten og adskilt af en agerrende. Ofte var de blot 5 – 6 alen brede. Andre gange 30 – 40 alen.
Alt arbejdet i landsbymarken foregik i fællesskab efter beslutning på byens ting. Der var således ikke mulighed for den enkelte fæstebonde, til at forsøge at ændre på dyrknings-metoder eller lignende. Man måtte pænt følge fællesskabets beslutninger.
Det er desværre ikke muligt at sige noget om, hvordan inddelingen af landsbyjorden her i Boest har været. Men det er hævet over enhver tvivl, at den dyrkede jord langtfra har været identisk med den jord, som i dag er under plov. Man kunne forestille sig, at den jord, man dengang havde under plov, er identisk med den jord, som i dag hører under de 7 gårde, som stadig ligger placeret omkring landsbyens toft. Resten af landsbyjorden lå hen som overdrev bl.a. til græsning for byens køer og får.
Efter stavnsbåndets ophævelse – eller næsten samtidig med denne – blev fæsterne i Boest selvejere, så ved indgangen til det 19. århundrede var alle selvejere, og i begyndelsen af det nye århundrede oplevede man nye bosættelser på overdrevet. Men de gamle gårde forblev stadig på deres oprindelige plads omkring toften.
I løbet af 1900-tallet skete der en stadig tilvækst i befolkningstallet, dels ved et stigende fødselsoverskud, dels ved indvandring fra andre egne af landet, således at landsbyen ved indgangen til det 20. årh. kan mønstre omkring 25 større og mindre landbrug. Samtidig kom der en ny landevej fra Silkeborg til Nørre Snede, som også blev grundlag for en ny bebyggelse, som dannede udgangspunkt for handel og håndværk.
Boest havde et råstof, som var ret eftertragtet helt tilbage i midten af 1800-tallet. Nemlig tørvejorden. Udnyttelsen af dette råstof i større omfang tog sin begyndelse i 1845, hvor de første kontrakter på tørveskifter blev oprettet. Derefter fik det stadig stigende betydning ikke mindst i forbindelse med de to verdenskrige. Fra 1930-erne og indtil 1960 skete der en egentlig industriel tørveproduktion i Boest. Det kan nok siges at være landsbyens glansperiode.